# Sylvia deserticola

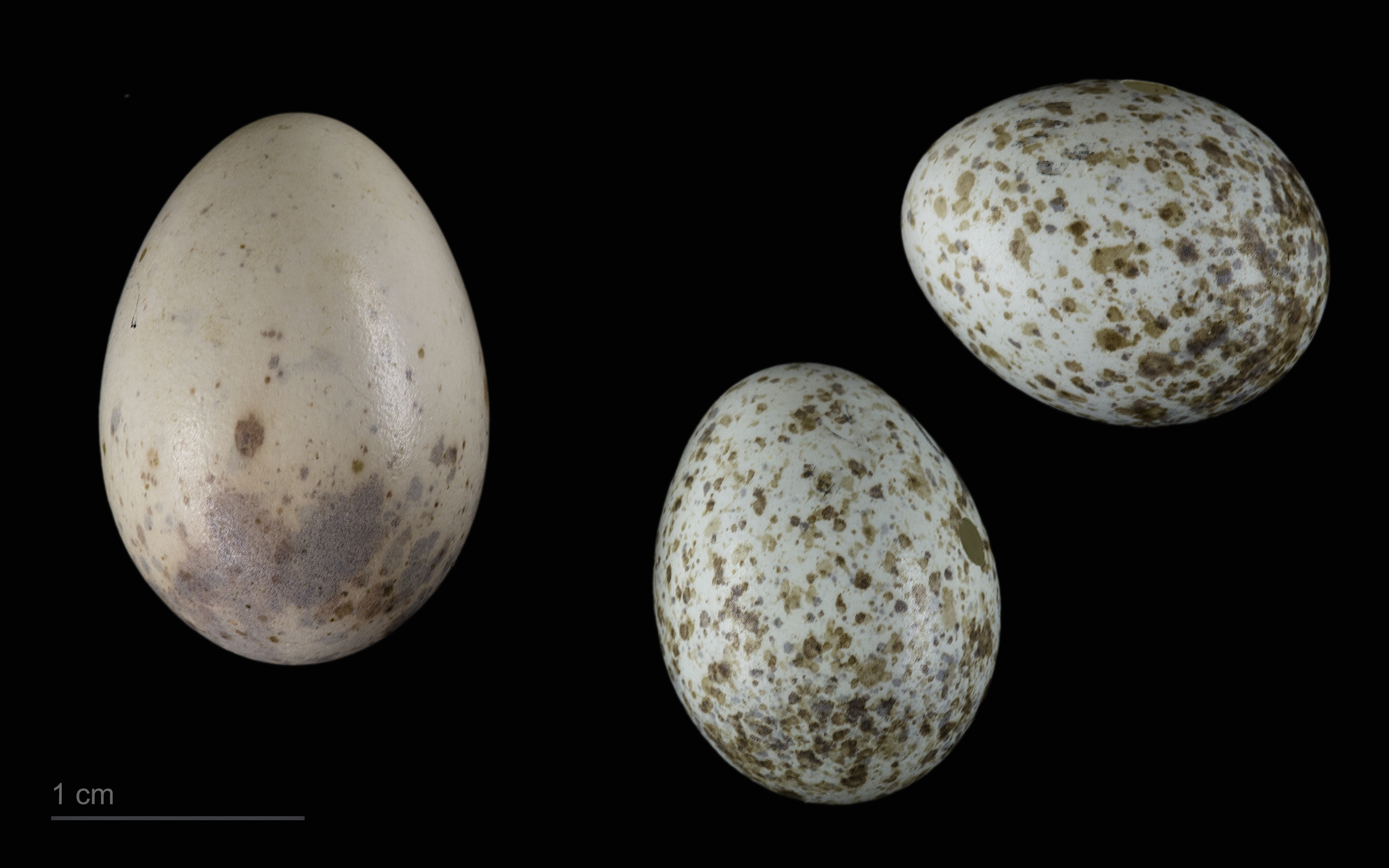
Cuculus canorus bangsi + Sylvia deserticola

Sylvia deserticola là một loài chim trong họ Sylviidae.